# Henry Greathead

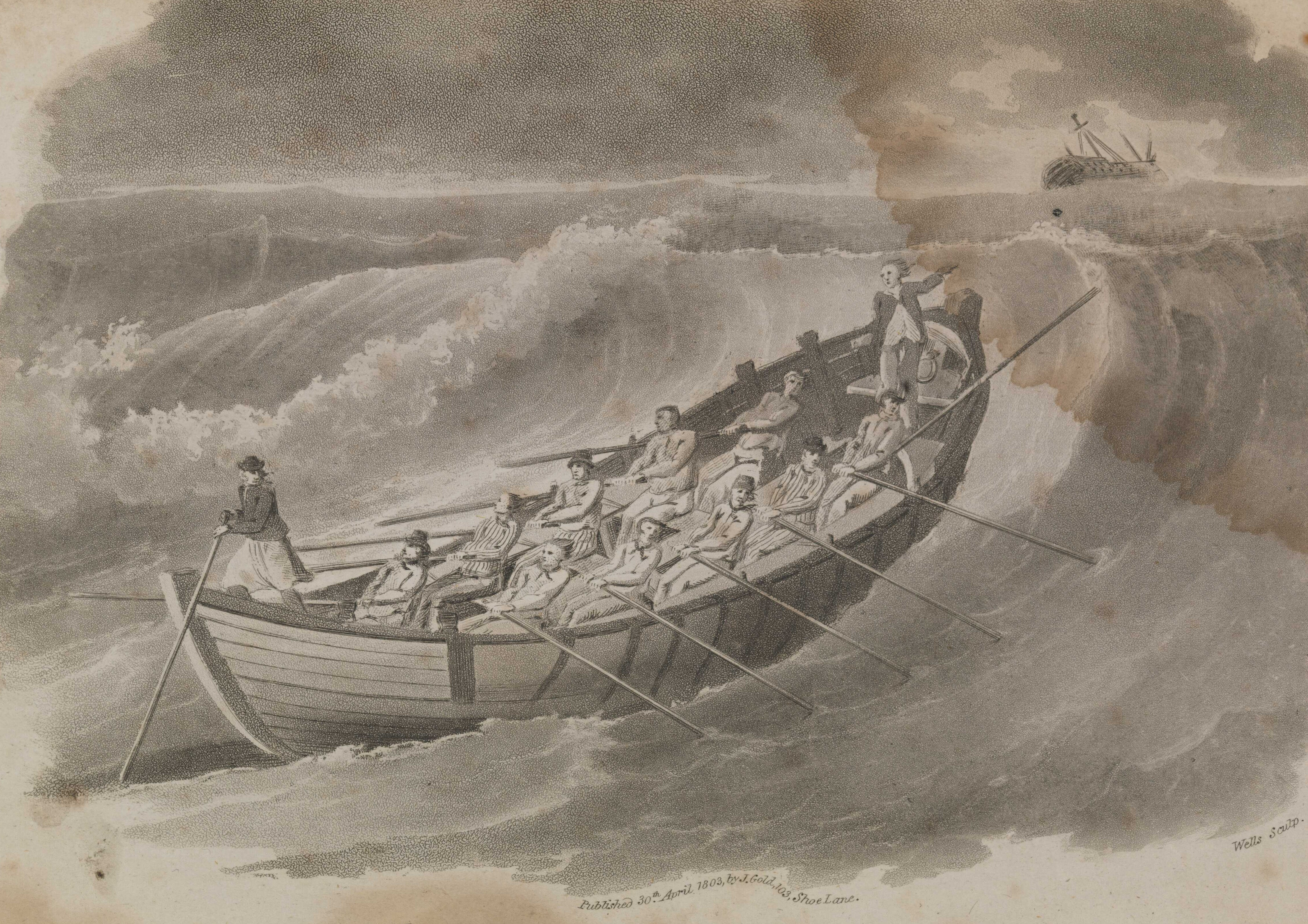
Mr Henry Greathead's Life Boat going out to assist a Ship in distress, gravyr 1803

Henry Francis Greathead, född 17 januari 1757 i Richmond, North Yorkshire i Storbritannien, död 1818, var en brittisk båtbyggare. 
Henry Greatheads familj flyttade under hans barndom till South Shields 1763. Hans far var en välbärgad statstjänsteman. Han fick en god lokal skolgång och blev båtbyggarlärling. År 1778 blev han timmerman på ett fartyg, som året därpå förliste nära Calais. Under en resa till Grenada uppbringades hans fartyg av amerikanska kapare och han kom sedan i Amerika i tjänst på ett brittiskt marinfartyg till slutet av Amerikanska frihetskriget 1783.
Efter att ha återvänt till South Shields satte han upp sitt eget båtbyggeri 1785 och gifte sig året därpå. Paret fick sex barn, varav två dog i unga år.
År 1789 förliste ett fartyg på en sandbank, varvid besättningen inte kunde räddas på grund av stormvädret. Det ledde till att en kommitté bildades för att konstruera en båt som kunde klara räddningsaktioner i hårt väder. Två förslag lades fram. Den ena modellen hade gjorts av William Wouldhave  för en båt byggd av koppar och som fick flytkraft genom kork. Kommittén ställde sig negativ till idén om koppar som byggmaterial, men Wouldhave fick ett pris. Henry Greathead hade också lämnat in ett förslag på en båt kunde flyta upp och ner. Han belönades genom att få i uppdrag att bygga en båt enligt kommitténs direktiv. 
Den byggda räddningsbåten hade på Greatheads förslag en bågformad köl. När den fylldes med vatten mittskepps, var en tredjedel av båten på var sida fortfarande ovanför vattenytan. Den kunde ros åt båda hållen och styrdes av en åra i stället för roder. Den var 9,1 meter lång och 3,0 meter bred och roddes med tio korta åror. Sidorna var klädda med 10 centimeter tjock kork, som vägde omkring 350 kilogram och som hölls på plats av kopparplattor. Båten kunde bära 20 personer och gjorde sin jungfrutur i januari 1790.
Det dröjde några år innan denna räddningsbåt blev allmänt känd, och det dröjde till 1798 innan en båt köptes till North Shields, och därefter en till Oporto 1800. År 1802 fick Greathead ersättningar av staten för sin konstruktion. Han tog inte ut patent på sin uppfinning. 
Henry Greathead byggde sammanlagt 31 räddningsbåtar.